# Abdul Razak (Fußballspieler, 1961)
Karim Abdul Razak Tanko (* 5. September 1961 in Kumasi) ist ein ehemaliger ghanaischer Fußballspieler und derzeitiger -trainer. Der Mittelfeldspieler war in den 1970ern und 1980ern insbesondere für den heimischen Verein Asante Kotoko und New York Cosmos in der nicht mehr bestehenden North American Soccer League aktiv.

## Biographie
Razak wurde in Kumasi als Sohn von Alhaji Abdul Karimu und Hajija Ishatu geboren und genoss seine grundlegende Schulbildung auf der Asem Boy’s Elementary School. Er begann seine Spielerkarriere im lokalen Jugendfußballverein, bevor er 1972 zu den Kumasi Cornerstones ging.

### Profikarriere
1975 wechselte er zu Ghanas erfolgreichstem Verein Asante Kotoko. Nach einer vierjährigen Phase bei Kotoko, während der er Mitglied der Nationalmannschaft wurde und 1978 als Afrikas Fußballer des Jahres ausgezeichnet wurde, verließ Razak 1979 Ghana zu den New York Cosmos in die NASL. Dort spielte er zusammen mit den ehemaligen Weltmeistern Franz Beckenbauer und Carlos Alberto.

### Nationalmannschaft
Razak war Mitglied der ghanaischen Nationalmannschaft, die an der Fußball-Afrikameisterschaft 1978 als Gastgeber teilnahm. Er schoss zwei Siegtore, eines gegen Sambia in der ersten Runde und eines, um in den Halbfinals Tunesien mit 1:0 zu besiegen. Sein entscheidendes Tor gegen Tunesien wird oft auch goldenes Tor genannt. Im Finale bezwang Ghana Uganda und gewann den dritten Kontinentaltitel. Monate später wurde Razak zu Afrikas Fußballer des Jahres, aufgrund seines großen Anteils Ghana zur Afrikameisterschaft zu verhelfen. Er war der zweite von überhaupt nur drei Ghanaern, die den Titel jemals gewinnen sollten.
Laut einem Bericht der UEFA, lief Razak insgesamt 70 mal für Ghana auf und schoss dabei 25 Tore.

### Trainerkarriere
Nachdem Rückzug aus der Spielerkarriere, begann Razak, der mittlerweile Spielertrainer beim Al Ain Club wurde, seine Trainerkarriere und war für mehrere semiprofessionelle Mannschaften aus Togo verantwortlich, ehe er zu AS Dragons FC de l’Ouémé aus Benin wechselte.
2000 verbrachte er eine kurze Zeit als Assistenzcoach der ghanaischen Nationalmannschaft. Nachdem er Ghana verlassen hatte, ging Razak nach Mali, wo er mit Stade Malien das Double aus der Malian Première Division und dem Pokal gewann. Auf dem Weg zum Titel verlor der Verein kein einziges Spiel. 2003 wurde er als Trainer von Kumasi Asante Kotoko benannt und verhalf dem Verein zum ersten Titelgewinn seit zehn Jahren. Nach der Saison 2003/04 trat er von seinem Amt zurück.

## Erfolge
In einer 1999 unternommenen Umfrage der IFFHS, die die besten Fußballer des 20. Jahrhunderts eruieren sollte, belegte Razak den 31. Platz unter afrikanischen Spielern und 2007 wurde er von der CAF via Internet-Voting als einer der besten 30 afrikanischen Fußballspieler der letzten 50 Jahre gewählt. Razaks Karrieretitel und Einzelehrungen beinhalten:
- Fußball-Afrikameisterschaft 1978 – Sieger
- Afrikas Fußballer des Jahres 1978
- Spieler des Jahres in Ägypten: 1983, 1985[2]